# Стефан Маринович
Стефан Тоне Маринович (англ. Stefan Tone Marinovic, нар. 7 жовтня 1991, Окленд, Нова Зеландія) — новозеландський футболіст, воротар ізраїльського клубу «Хапоель (Тель-Авів)».

## Клубна кар'єра
У дорослому футболі дебютував 2009 року виступами за команду клубу «Веен», в якій провів три сезони, взявши участь у 2 матчах чемпіонату. 
2013 року перейшов до «Ісманінга», за який провів один матч. Того ж року уклав контракт з клубом «Мюнхен 1860», у складі якого провів наступний рік своєї кар'єри гравця. Проте і там провів лише один матч.
2014 року приєднався до складу клубу «Унтергахінг». Відтоді встиг відіграти за унтергахінзький клуб 70 матчів в національному чемпіонаті.
2017 року перейшов до складу канадського «Ванкувер Вайткепс».
7 березня 2019 року підписав контракт з англійським «Бристоль Сіті». Зіграв за команду з Бристоля один матч, а після завершення сезону 2018—2019 сторони припинили співпрацю.
6 червня 2019 року перейшов до складу новозеландського клубу «Веллінгтон Фенікс», підписавши дворічний контракт.

## Виступи за збірні
2011 року залучався до складу молодіжної збірної Нової Зеландії. На молодіжному рівні зіграв у 7 офіційних матчах, пропустив 4 голи.
31 березня 2015 року дебютував у складі національної збірної Нової Зеландії у товариському матчі проти Південної Кореї, провівши всі 90 хвилин на полі. Встиг заробити пенальті у свої ворота та відбити його, однак все-таки пропустив гол наприкінці зустрічі. Наразі провів у формі головної команди країни 17 матчів, пропустивши 10 голів.
У складі збірної був учасником кубка націй ОФК 2016 року у Папуа Новій Гвінеї, здобувши титул переможця турніру та розіграшу Кубка конфедерацій 2017 року у Росії.

## Титули і досягнення

### Командні
- Переможець Молодіжного чемпіонату ОФК (1):

Нова Зеландія (U-20): 2011
- Володар Кубка націй ОФК (1):

Нова Зеландія: 2016

### Особисті
- Золоті рукавички Кубка націй ОФК: 2016